# 美國第二十航空隊
第二十航空队（英語：Twentieth Air Force）是美国空军全球打击司令部下属的一个编号航空队，指揮部位于懷俄明州的弗朗西斯.E.沃伦空军基地。